# Prémio Outstanding Structure
O prémio Outstanding Structure, referido também por OStrA, é um prémio atribuído pela International Association for Bridge and Structural Engineering como forma de reconhecimento de estruturas que se destacam pela sua inovação, criatividade e capacidade de estímulo, tendo em consideração também critérios como a sustentabilidade e respeito pelo ambiente.

## Vencedores
- 2000
  - The Glass Hall, em Leipzig, Alemanha
  - The Keyence Corporation Head Office and Laboratory, em Osaka, Japão

- 2001
  - Museu Guggenheim, em Bilbao, Espanha
  - The Sunniberg Bridge, em Klosters, Suíça

- 2002
  - The Miho Museum Bridge, Japão
  - Stade de France, em Paris, França
  - The Oeresund Fixed Link, entre a Dinamarca e a Suécia

- 2003
  - Biblioteca de Alexandria, em Alexandria, Egipto

- 2004
  - Ampliação do Aeroporto da Madeira, na Madeira, Portugal